# Али-Баба (кратер)
Али-Баба (лат. Ali Baba) — крупнейший известный кратер Энцелада, спутника Сатурна. Его средний размер — 37 км, а максимальный — 39 км. Кратер был обнаружен на снимках космического аппарата «Вояджер-2», сделанных в 1981 году, а через некоторое время сфотографирован в более высоком разрешении космическим зондом «Кассини-Гюйгенс».

## Расположение
Али-Баба находится в северной кратерированной равнинной области Энцелада — в одном из старейших регионов спутника. Координаты центра кратера — 55°07′ с. ш. 22°20′ з. д. / 55,11° с. ш. 22,34° з. д.. Граничит с крупным кратером Аладдин, соприкасаясь с ним на севере. К северо-востоку от Али-Бабы расположен небольшой 16-километровый кратер Самад, а на юго-востоке — 19-километровый кратер Джюльнара. Южнее Али-Бабы проходит борозда Басра (лат. Bassorah Fossa). Именем Али-Бабы назван лист карты Энцелада, в котором находится этот кратер, — Se-2 Ali Baba.

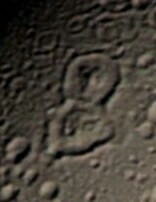
Кратеры Аладдин и Али-Баба, снятые космическим аппаратом «Вояджер-2».

## Описание
Али-Баба — довольно старый кратер (возможно, одна из старейших деталей рельефа Энцелада, сохранившаяся до нашего времени). Кратер сильно деформирован различными процессами, происходившими после удара, который его создал. Его очертания довольно неправильные, а дно усеяно небольшими кратерами. Внутреннюю часть кратера занимает большая куполообразная возвышенность, возникшая вследствие релаксации поверхности после удара. Она выше вала кратера — её высота составляет порядка 1 км. На дне кратера просматриваются разломы, которые тянутся на север, в кратер Аладдин (но разрешение имеющихся снимков недостаточно для их детального исследования). Схожие разломы присутствуют и в окрестностях этих кратеров, а также в некоторых других кратерах Энцелада (например, в кратере Дуньязада).

## Прилегающаяцепочка кратеров
К югу от Али-Бабы тянется безымянная цепочка кратеров длиной более 100 км. Она прямая и направлена от центра этого кратера. В неё входит около 20 кратеров диаметром 3−6 км и глубиной порядка сотен метров. Происхождение цепочки достоверно неизвестно. Несколько признаков указывают на то, что они не являются вторичными кратерами Али-Бабы, несмотря на сходство этой цепочки с цепочками вторичных кратеров. Возможно, они появились благодаря криовулканизму — при взрывном выбросе водяного пара вдоль тектонического разлома. Однако не исключено, что это, наоборот, результат проваливания материала поверхности в такой разлом.

## Эпоним
Назван в честь Али-Бабы — персонажа сборника арабских сказок «Тысяча и одна ночь». Али-Баба — бедняк, живший в одном из городов Хорасана, который нашёл сокровища, спрятанные в пещере сорока разбойниками. Название кратера было утверждено Международным астрономическим союзом в 1982 году.